# Elecciones al Senado de los Estados Unidos en California de 2022
La elección al Senado de los Estados Unidos de 2022 en California se llevó a cabo el 8 de noviembre de 2022 para elegir a un miembro del Senado de los Estados Unidos que represente al estado de California. 
Kamala Harris, quien fue elegida como senadora por California en 2016, renunció a su escaño el 18 de enero de 2021, luego de ser elegida vicepresidenta de los Estados Unidos en noviembre de 2020 para servir con el presidente Joe Biden. El gobernador Gavin Newsom nombró al entonces secretario de Estado, el demócrata Alex Padilla para completar el mandato.
Las primarias partidarias se realizaron el 7 de junio, los dos primeros en obtener los primeros dos lugares en las primarias, independientemente del partido, avanzarán a las elecciones generales especiales y ordinarias de noviembre.

## Candidatos

### Partido Demócrata

#### Avanza a la elección general
- Alex Padilla, senador de los Estados Unidos (2021-presente) y exsecretario de Estado de California (2015-2021).[4]

#### Eliminados en primaria
- Akinyemi Agbede, matemático.[5]
- Dan O'Dowd, fundador y presidente de Green Hills Software.[6]
- Douglas Howard Pierce, empresario.[5]
- Obaidul Huq Pirjada, fiscal.[5]
- Timothy J. Ursich, doctor.[5]

#### Rechazado
- Ro Khanna, representante por el 17.º distrito congresional de California (respalda a Padilla).[7][8]

### Partido Republicano

#### Avanza a la elección general
- Mark P. Meuser, fiscal y candidato a secretario de Estado de California en 2018.[5]

#### Eliminados en primaria[5]
- James P. Bradley, empresario.
- Jon Elist, pequeños empresario.
- Myron L. Hall, médico.
- Sarah Sun Liew, emprendedora.
- Robert George Lucero Jr., consultor.
- Enrique Petris, empresario.
- Chuck Smith, agente retirado.
- Carlos Guillermo Tapia, empresario.
- Cordie Williams, veterano de la armada y doctor.
- Lijun Zhou, empresaria (por escrito, solo en la elección general).[9]

#### Retirados
- Elizabeth Heng, candidata al 16.° distrito congresional de California en 2018 y exmiembro del personal de la Cámara de Representantes. (participó en la elección especial en CA-22).[10][11][12]
- Yvonne R. Girard, exempleada gubernamental (falleció).[13]

#### Rechazado
- Mike Garcia, representante por el 25.° distrito congresional de California (2020-presente; busca la reelección).[14]
- Darrell Issa, representante por el 50.° distrito congresional de California (2021-presente) y por el 49.° distrito (2001-2009) (busca la reelección).[15]
- Young Kim, representante por el 39.° distrito congresional de California (2021-presente; busca la reelección).[16]
- Michelle Steel, representante por el 48.° distrito congresional de California (2021-presente; busca la reelección).[17]

### Partido Verde

#### Eliminados en primaria[5]
- James "Henk" Conn, profesor.
- Pamela Elizondo, emprendedora.

### Partido Paz y Libertad

#### Eliminados en primaria
- John Parker, activista.[18]

### Sin preferencia partidaria

#### Eliminados en primaria[5]
- Daphne Bradford, emprendedor.
- Eleanor Garcia, trabajadora industrial (Partido Socialista de los Trabajadores).
- Don J. Grundmann, quiropráctico.
- Deon D. Jenkins.
- Irene Ratliff (por escrito, elecciones generales y especiales).[9]
- Marc Alexander Roth (por escrito, solo elecciones generales).[9]
- Mark A. Ruzon (no incluido, solo en las elecciones generales) (Partido Solidario estadounidense).[9]

## Primarias

### Primaria general de elección especial

#### Encuestas
| Fuente       | Fecha                 | Muestra    | Margen de error | Daphne Bradford | James Bradley | Jon Elist | Myron Hall | Mark Meuser | Dan O'Dowd | Alex Padilla | Timothy Ursich Jr. | Indeciso |
| ------------ | --------------------- | ---------- | --------------- | --------------- | ------------- | --------- | ---------- | ----------- | ---------- | ------------ | ------------------ | -------- |
| Berkeley IGS | 24-31 de mayo de 2022 | 3 438 (LV) | ± 2.2%          | 1%              | 7%            | 5%        | 2%         | 14%         | 3%         | 44%          | 2%                 | 22%      |
| SurveyUSA    | 13-15 de mayo de 2022 | 709 (LV)   | ± 4.5%          | 1%              | 8%            | 7%        | 3%         | 11%         | 6%         | 40%          | 2%                 | 22%      |

#### Resultados

Resultados por condado:

Resultados por condado:

| Partido | Partido                    | Candidato              | Votos     | %     |
| ------- | -------------------------- | ---------------------- | --------- | ----- |
|         | Demócrata                  | Alex Padilla (titular) | 3 731 610 | 55,1  |
|         | Republicano                | Mark Meuser            | 1 498 479 | 22,1  |
|         | Republicano                | James P. Bradley       | 470 092   | 6,9   |
|         | Republicano                | Jon Elist              | 402 276   | 5,9   |
|         | Demócrata                  | Timothy J. Ursich      | 225 790   | 3,3   |
|         | Demócrata                  | Dan O'Dowd             | 190 803   | 2,8   |
|         | Republicano                | Myron L. Hall          | 142 564   | 2,1   |
|         | Sin preferencia partidaria | Daphne Bradford        | 111 726   | 1,6   |
| Total   | Total                      | Total                  | 6 773 340 | 100,0 |

### Primaria general de elección regular

#### Encuestas
| Fuente       | Fecha                 | Muestra    | Margen de error | Akinyemi Agbede | Daphne Bradford | James Bradley | James Conn | Jon Elist | Pamela Elizondo | Eleanor Garcia | Don Grundmann | Myron Hall | Deon Jenkins | Sarah Sun Liew | Robert Lucero Jr. | Mark Meuser | Dan O'Dowd | Alex Padilla | John Parker | Enrique Petris | Douglas Pierce | Obaidul Huq Pirjada | Chuck Smith | Carlos Tapia | Timothy Ursich Jr. | Cordie Williams | Indeciso |
| ------------ | --------------------- | ---------- | --------------- | --------------- | --------------- | ------------- | ---------- | --------- | --------------- | -------------- | ------------- | ---------- | ------------ | -------------- | ----------------- | ----------- | ---------- | ------------ | ----------- | -------------- | -------------- | ------------------- | ----------- | ------------ | ------------------ | --------------- | -------- |
| Berkeley IGS | 24-31 de mayo de 2022 | 3 438 (LV) | ± 2.2%          | 1%              | 0%              | 3%            | 0%         | 2%        | 1%              | 0%             | 0%            | 1%         | 0%           | 1%             | 0%                | 11%         | 1%         | 42%          | 1%          | 0%             | 1%             | 1%                  | 6%          | 1%           | 1%                 | 2%              | 22%      |
| SurveyUSA    | 13-15 de mayo de 2022 | 709 (LV)   | ± 4.5%          | 2%              | 0%              | 9%            | 1%         | 4%        | 0%              | 0%             | 0%            | 3%         | 0%           | 3%             | 2%                | 4%          | 1%         | 36%          | 0%          | 1%             | 2%             | 2%                  | 2%          | 1%           | 1%                 | 1%              | 24%      |

#### Resultados
| Partido | Partido                    | Candidato              | Votos     | %     |
| ------- | -------------------------- | ---------------------- | --------- | ----- |
|         | Demócrata                  | Alex Padilla (titular) | 3 487 579 | 54,5  |
|         | Republicano                | Mark Meuser            | 943 401   | 14,7  |
|         | Republicano                | Cordie Williams        | 442 504   | 6,9   |
|         | Republicano                | Jon Elist              | 265 643   | 4,1   |
|         | Republicano                | Chuck Smith            | 246 592   | 3,9   |
|         | Republicano                | James P. Bradley       | 215 997   | 3,4   |
|         | Demócrata                  | Douglas H. Pierce      | 108 799   | 1,7   |
|         | Paz y Libertad             | John Parker            | 97 663    | 1,5   |
|         | Republicano                | Sarah Sun Liew         | 71 711    | 1,1   |
|         | Demócrata                  | Dan O'Dowd             | 70 173    | 1,1   |
|         | Demócrata                  | Akinyemi Agbede        | 65 613    | 1,0   |
|         | Republicano                | Myron L. Hall          | 60 686    | 0,9   |
|         | Demócrata                  | Timothy J. Ursich      | 54 614    | 0,9   |
|         | Republicano                | Robert G. Lucero Jr.   | 48 649    | 0,8   |
|         | Verde                      | James "Henk" Conn      | 32 874    | 0,5   |
|         | Sin preferencia partidaria | Eleanor Garcia         | 31 924    | 0,5   |
|         | Republicano                | Carlos Guillermo Tapia | 31 749    | 0,5   |
|         | Republicano                | Enrique Petris         | 29 992    | 0,5   |
|         | Verde                      | Pamela Elizondo        | 29 505    | 0,5   |
|         | Demócrata                  | Obaidul Huq Pirjada    | 25 905    | 0,4   |
|         | Sin preferencia partidaria | Daphne Bradford        | 24 627    | 0,4   |
|         | Sin preferencia partidaria | Don J. Grundmann       | 9 298     | 0,1   |
|         | Sin preferencia partidaria | Deon D. Kenkins        | 6 498     | 0,1   |
| Total   | Total                      | Total                  | 6 401 996 | 100,0 |

## Elecciones generales

### Predicciones
| Fuente                    | Clasificación | Fecha                 | Ref    |
| ------------------------- | ------------- | --------------------- | ------ |
| The Cook Political Report | Sólido        | 4 de marzo de 2022    | [ 19 ] |
| Inside Elections          | Sólido        | 1 de abril de 2022    | [ 20 ] |
| Sabato's Crystal Ball     | Seguro        | 1 de marzo de 2022    | [ 21 ] |
| Politico                  | Sólido        | 1 de abril de 2022    | [ 22 ] |
| RCP                       | Seguro        | 24 de febrero de 2022 | [ 23 ] |
| Fox News                  | Sólido        | 12 de mayo de 2022    | [ 24 ] |

### Resultados
| Partido | Partido     | Candidato              | Votos | % |
| ------- | ----------- | ---------------------- | ----- | - |
|         | Demócrata   | Alex Padilla (titular) |       |   |
|         | Republicano | Mark Meuser            |       |   |
| Total   |             |                        |       |   |

| Partido | Partido     | Candidato              | Votos | % |
| ------- | ----------- | ---------------------- | ----- | - |
|         | Demócrata   | Alex Padilla (titular) |       |   |
|         | Republicano | Mark Meurser           |       |   |
| Total   |             |                        |       |   |